# راین (اکلاهما)
راین(به انگلیسی: Ryan) شهری در ایالت اکلاهما کشور ایالات متحده آمریکا است که جمعیت آن در سرشماری سال ۲۰۱۰ میلادی، ۸۱۶ نفر بوده‌است.